# Dremomys everetti
Dremomys everetti là một loài động vật có vú trong họ Sóc, bộ Gặm nhấm. Loài này được Thomas mô tả năm 1890.

## Phân bố
Loài này được tìm thấy ở Indonesia và Malaysia.

## Hình ảnh

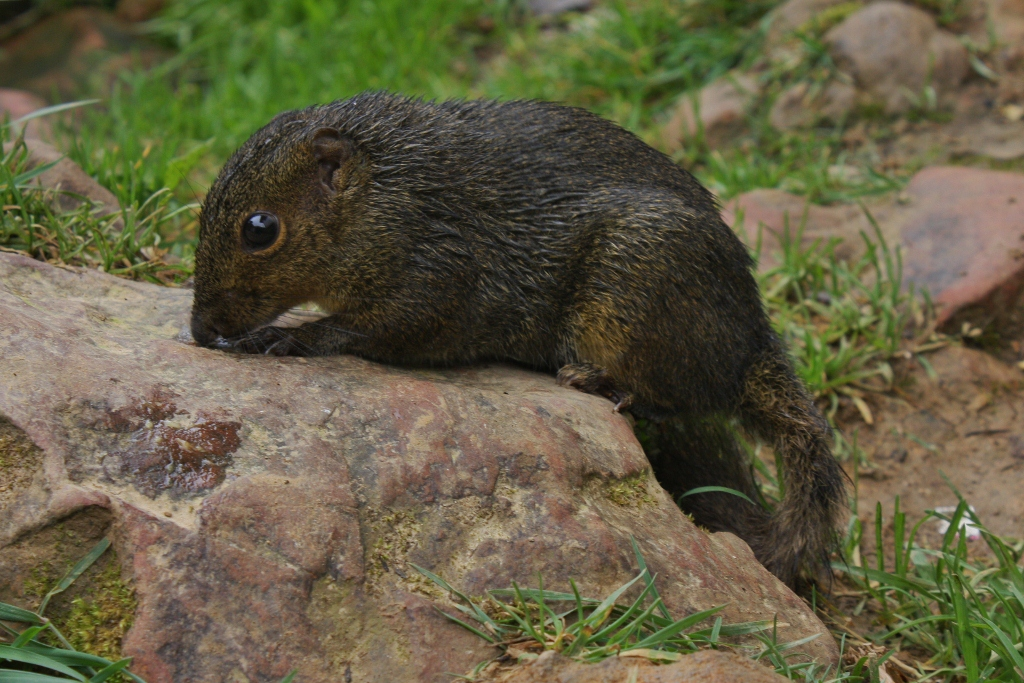
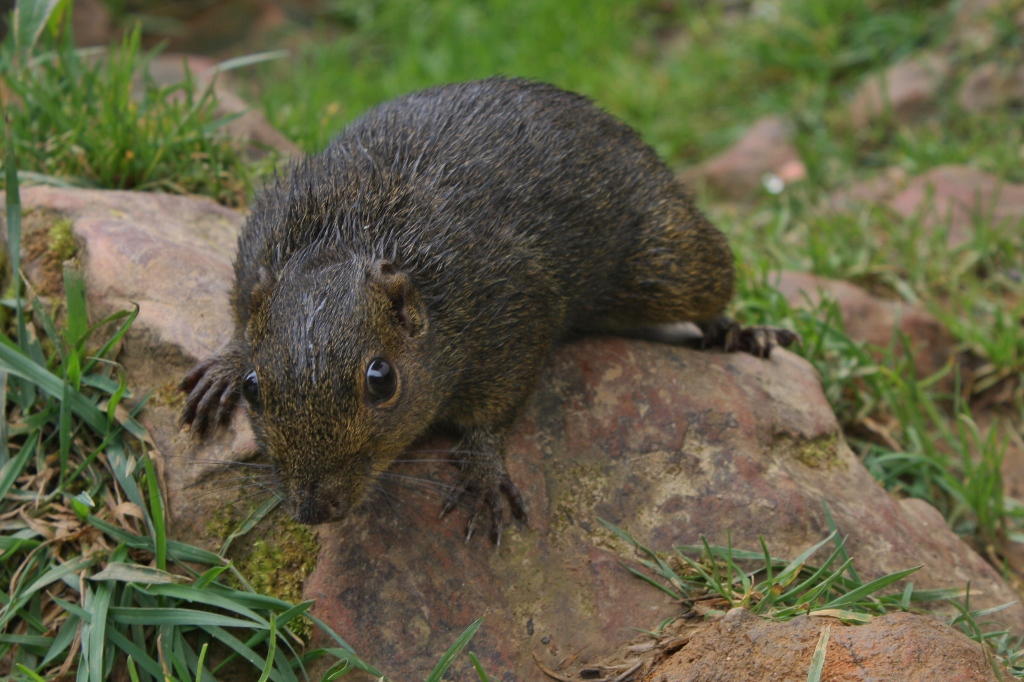